# 비행기 2: 소방구조대
《비행기 2: 소방구조대》(영어: Planes: Fire & Rescue)는 2014년 공개된 미국의 3D 애니메이션 영화다.
2013년 개봉한 영화 《비행기》의 속편이다. 디즈니툰 스튜디오에서 제작하였고, 월트 디즈니 픽처스에 의해 2014년 7월 18일 극장에서 개봉되었다.

## 줄거리
윙스 어라운드 더 글로브 랠리에서 우승한 이후, 더스티 크롭호퍼는 레이서로서 성공적인 경력을 쌓았지만, 최고 속도로 계속 달리면서 엔진의 기어박스가 손상된다. 이 기어박스 종류는 생산이 중단되어 어디에서도 구할 수 없게 되자, 더스티의 정비공 도티는 더 이상의 손상을 막기 위해 엔진 성능을 낮게 유지하도록 경고등을 장착한다. 실망한 더스티는 한계를 시험하며 도전적인 비행을 한다. 그러다 프로프워시 정션의 공항에 착륙해야 했고, 기둥에 부딪혀 의도치 않게 화재를 일으킨다.
마이데이 소방차의 호스에서 물이 새자 주민들은 급수탑을 쓰러뜨린다. 이 사고로 인해 정부 조사관 라이커는 마이데이가 수리되고 다른 소방관이 올 때까지 14 CFR §139(b)에 따라 공항의 소방 프로토콜이 부적합하다고 선언한다. 죄책감을 느낀 더스티는 공항 재개를 위해 훈련된 소방관이 되겠다고 제안하고, 피스톤 피크 국립공원으로 가서 블레이드 레인저라는 헬리콥터가 이끄는 소방 구조대원을 만난다. 블레이드는 처음에 작은 신참에게 감명받지 못하고, 더스티의 훈련은 손상된 엔진 때문에 어려운 도전으로 판명된다. 그러나 더스티는 자신감을 잃지 않고 계속 열심히 노력한다. 팀의 정비공 마루는 더스티의 원래 착륙 장치를 새로운 단일 엔진 공중 소방탱크 역할에 맞춰 접이식 착륙 장치 바퀴가 장착된 두 개의 부유기로 교체한다. 다른 대원들로부터 더스티는 블레이드가 이전에 TV 시리즈 CHoPs에서 경찰 헬리콥터 역을 맡았던 배우였지만 알 수 없는 이유로 떠났다는 것을 알게 된다. 나중에 더스티는 프로프워시 정션의 친구들로부터 대체 기어박스를 찾으려는 모든 시도가 실패하여 그의 레이싱 경력이 끝났다는 전화를 받고 충격을 받는다.
피스톤 피크 근처 숲에서 발생한 뇌우로 인해 여러 개의 산불이 발생하여 심각한 산불로 번진다. 팀은 불을 끄는 데 성공한 것처럼 보이지만, 나중에 공원 숙소의 그랜드 재개장 중 방문 VIP들이 너무 낮게 비행하여 공기 와류를 생성하고 불씨를 날려 더 큰 화재를 일으키고 숙소의 대피를 강제한다. 한편, 우울해진 더스티의 교육은 블레이드의 좌절을 야기하며 지지부진하고, 화재 진압 중 강물에서 물을 보급하려다 급류에 휩쓸려 블레이드가 그를 끌어내려 하면서 상황이 악화된다. 결국 두 사람은 육지에 도달하고, 더스티는 자신의 손상된 엔진을 고백하고, 블레이드는 더스티에게 포기하지 말라고 조언한다. 불이 지나갈 때 그들은 버려진 광산에 피신하고, 블레이드는 더스티를 열기로부터 보호하다 손상된다. 블레이드가 기지에서 회복하는 동안, 더스티는 마루로부터 CHoPs의 블레이드 공동 주연인 닉 "루핀" 로페즈가 스턴트 사고로 사망했으며 블레이드는 충돌을 막을 수 없었고, 이로 인해 블레이드가 실제로 생명을 구하기 위해 소방관이 되었다는 것을 알게 된다.
공원 관리인 캐드 스피너는 숙소가 타는 것을 막기 위해 모든 물 공급을 지붕 스프링클러로 전환한다. 소방관들은 지연제에 의존할 수 없게 되자 대신 대피자들이 불에서 탈출하는 것을 돕는다. 더스티는 나이 든 캠핑객 하비와 위니가 화재 구역 깊숙한 불타는 다리에 갇혔다는 경고를 받는다. 그는 현장으로 달려가 폭포를 오르고 물탱크를 다시 채우기 위해 엔진을 최대한으로 밀어붙여야 한다. 블레이드가 더스티를 돕기 위해 나타나고, 더스티는 성공적으로 불을 끄고 캠핑객들이 탈출할 수 있게 한다. 더스티의 과도한 스트레스를 받은 기어박스는 곧바로 고장 난다. 그는 숲에 안전하게 착륙하려 하지만, 그의 부유기 중 하나가 나무에 부딪히면서 추락하여 의식을 잃는다.
더스티는 기지로 헬기로 이송되어 5일 후 회복하고, 마루가 자신을 수리하는 것 외에도 그의 엔진을 위한 우수한 맞춤형 수리 기어박스를 만들어 성능을 완전히 회복시키고 다시 레이싱할 수 있게 해주었다는 것을 알게 된다. 그는 또한 캐드가 해고되었다는 것도 알게 된다. 더스티의 기술과 영웅주의에 감명받은 블레이드는 그를 기꺼이 소방관으로 인증하고, 마이데이는 수리된다. 프로프워시 정션은 더스티가 소방관으로서의 임무를 맡으면서 재개장하며, 피스톤 피크의 새로운 동료들과 함께 공중 쇼를 펼치며 축하한다.
미드 크레딧 장면에서 캐드는 데스 밸리 국립공원 관리원으로 일하는 모습이 보인다.

## 캐스트
| - 더스티 크롭호퍼 역의 데인 쿡 - 스키퍼 역의 스테이시 키치 - 스파키 역의 대니 만 - 릴 디퍼 역의 줄리 보언 - 척 역의 브래드 개릿 - 도티 역의 테리 해처 - 마루 역의 커티스 암스트롱 - 블레이드 레인저 역의 에드 해리스 - 윈드리프터 역의 웨스 스투디 - 캐비 역의 데일 다이 | - 다이너마이트 역의 레지나 킹 - 파인콘 역의 코리 잉글리쉬 - 아발란체 역의 브라이언 칼렌 - 블랙아웃 역의 데니 파르도 - 드립 역의 맷 L. 존스 - 내무장관 역의 프레드 윌러드 - 리드바텀 역의 세드릭 디 엔터테이너 - 하비 역의 제리 스틸러 - 위니 역의 앤 메라 - 닉 '룹앤' 로페즈 역의 에릭 에스트라다 | - 캐드 역의 존 마이클 히긴즈 - 올 잼머 역의 배리 코빈 - 메이데이 역의 할 홀브룩 - 리커 역의 케빈 마이클 리처드슨 - 풀라스키 역의 패트릭 워버튼 - Bubba 역의 브래드 페이즐리 - 패치 역의 캐리 월그렌 - 컨시어지 역의 러네이 오베어저누아 - 스티브 역의 스티브 쉬리파 - 브렌트 무스탕버거 역의 브렌트 무스버거 - 브로디 역의 존 라첸버거 |

### 한국어 더빙
- 더스티 크롭호퍼 - 조윤호

## 반응

### 박스 오피스
2014년 8월 17일, 《비행기 2: 소방구조대》는 북미에서 55,703,000달러, 그 외 지역에서 37,500,000달러의 수익을 거두었다. 북미에선 개봉 당일 629만 달러의 수익을 기록했으며, 첫 주말에는 17,509,407달러를 거두며 《혹성탈출: 반격의 서막》과 《더 퍼지: 거리의 반란》의 뒤를 이은 박스 오피스 3위 안에 들었다.
두 번째 주말 때는 추가적으로 9,529,656달러의 수익을 거두며 영화 순위는 5위로 떨어졌으며, 세 번째 주말 때는 6,044,003달러의 수익과 함께 6위로, 네 번째 주말 때는 2,451,526달러의 수익과 함께 10위로 떨어졌다.

## 사운드트랙
전작에서 음악을 작곡했던 마크 맨시나는 속편을 위해 다시 참여했다. 브래드 페이즐리는 앨범 내 수록곡 〈All In〉을 직접 작사하고 불렀으며, 밥스 개너웨이와 대니 야곱(Danny Jacob)이 공동 작사한 〈Runaway Romance〉도 불렀다. 싱어송라이터인 스펜서 리(Spencer Lee)는 오리지널 송인 〈Still I Fly〉에 참여했다. 이 사운드트랙 음반은 2014년 7월 15일에 발매되었다.
곡 목록
전체 작곡: 마크 맨시나
| #            | 제목                                      | 재생 시간 |
| ------------ | ----------------------------------------- | --------- |
| 1.           | 〈Still I Fly〉 (스펜서 리 노래)          | 3:57      |
| 2.           | 〈Runway Romance〉 (브래드 페이즐리 노래) | 2:44      |
| 3.           | 〈All In〉 (브래드 페이즐리 노래)         | 3:45      |
| 4.           | 〈Planes: Fire & Rescue – Main Title〉    | 2:26      |
| 5.           | 〈Propwash〉                              | 1:56      |
| 6.           | 〈Out of Production〉                     | 1:09      |
| 7.           | 〈Dusty Crash Lands〉                     | 0:57      |
| 8.           | 〈Fire!〉                                 | 1:29      |
| 9.           | 〈An All New Mayday〉                     | 1:04      |
| 10.          | 〈Sad Mayday〉                            | 2:00      |
| 11.          | 〈Pontoons〉                              | 0:45      |
| 12.          | 〈A Special Kind of Plane〉               | 0:25      |
| 13.          | 〈Training Dusty〉                        | 2:20      |
| 14.          | 〈We Got the Gear Box〉                   | 0:37      |
| 15.          | 〈Cad〉                                   | 1:24      |
| 16.          | 〈Blazin’ Blade Mystery〉                 | 0:22      |
| 17.          | 〈Mystery of Blaze-Lightning〉            | 1:22      |
| 18.          | 〈Lightning Storm Fire〉                  | 1:46      |
| 19.          | 〈(It’s) Hip to Be Cad〉                  | 2:28      |
| 20.          | 〈Harvey & Winnie〉                       | 0:40      |
| 21.          | 〈Cheers〉                                | 0:11      |
| 22.          | 〈Nobody Has Your Gear Box〉              | 0:55      |
| 23.          | 〈Fire by the Lodge〉                     | 3:39      |
| 24.          | 〈Behind Enemy Lines〉                    | 2:24      |
| 25.          | 〈Evacuation〉                            | 1:25      |
| 26.          | 〈Blade Is Down〉                         | 1:04      |
| 27.          | 〈Loopin’ Lopez〉                         | 1:14      |
| 28.          | 〈Tourist Trapped〉                       | 2:28      |
| 29.          | 〈Fire Heroes〉                           | 2:18      |
| 30.          | 〈Rescue Harvey & Winnie〉                | 2:09      |
| 31.          | 〈Dusty Saves the Day〉                   | 0:53      |
| 32.          | 〈Saving Dusty〉                          | 1:07      |
| 33.          | 〈You Had Us Worried〉                    | 3:12      |
| 총 재생 시간 | 총 재생 시간                              | 56:37     |

## 비디오 게임
이 영화를 배경으로 한 비디오 게임은 2014년 11월 4일 리틀 오빗(Little Orbit)을 통해 닌텐도 위, 닌텐도 DS/3DS, 위 유 판으로 발매되었다.